# Nathaniel Parker
Nathaniel Parker (Londra, 18 maggio 1962) è un attore britannico.

## Biografia
Figlio dell'uomo d'affari Peter Parker e della scrittrice Jill Parker e fratello dell'attore e regista Oliver Parker, decise di iniziare a recitare all'età di 9 anni.
È sposato dal 1992 con l'attrice Anna Patrick, dalla quale ha avuto due figlie: Angelica (1996) e Raphaella (1998).

## Filmografia parziale

### Cinema
- War Requiem, regia di Derek Jarman (1989)
- Amleto (Hamlet), regia di Franco Zeffirelli (1990)
- Fiamme di passione (Wide Sargasso Sea), regia di John Duigan (1993)
- Il guerriero del falco (Squanto: A Warrior's Tale), regia di Xavier Koller (1994)
- Othello, regia di Oliver Parker (1995)
- Mai dire ninja (Beverly Hills Ninja), regia di Dennis Dugan (1997)
- La casa dei fantasmi (The Haunted Mansion), regia di Rob Minkoff (2003)
- Stardust, regia di Matthew Vaughn (2007)
- Un colpo perfetto (Flawless), regia di Michael Radford (2007)
- Le cronache di Narnia - Il viaggio del veliero (The Chronicles of Narnia: The Voyage of the Dawn Treader) regia Michael Apted (2010)
- Ofelia - Amore e morte (Ophelia), regia di Claire McCarthy (2018)
- The Last Duel, regia di Ridley Scott (2021)

### Televisione
- Ispettore Morse (Inspector Morse) – serie TV, episodio 3x03 (1989)
- Poirot (Agatha Christie's Poirot) – serie TV, episodio 3x10 (1991)
- Jack Frost – serie TV, episodio 3x02 (1995)
- Davide (David), regia di Robert Markowitz – miniserie TV (1997)
- The Inspector Lynley Mysteries – serie TV, 23 episodi (2001-2007)
- Il coraggio di Irena Sendler (The Courageous Heart of Irena Sendler), regia di John Kent Harrison – film TV (2009)
- Lewis – serie TV, episodio 4x01 (2010)
- Merlin – serie TV, 13 episodi (2011)
- Me and Mrs Jones – serie TV, 6 episodi (2012)
- Grantchester – serie TV, episodio 4x05 (2019)
- A Confession – miniserie TV, 1 puntata (2019)
- La templanza – serie TV, 10 episodi (2021)
- L'ispettore Barnaby (Midsomer Murders) – serie TV, episodio 24x04 (2023)

## Doppiatori italiani
- Sergio Di Stefano in Mai dire ninja
- Fabrizio Pucci in La casa dei fantasmi
- Mauro Gravina in Amleto
- Roberto Pedicini in Merlin
- Luca Ward in Davide
- Marco Mete in The Last Duel